# Кратчли, Виктор
Сэр Виктор Александр Чарльз Кратчли (англ. Sir Victor Alexander Charles Crutchley, 2 ноября 1893 — 24 января 1986) — британский адмирал времен Второй мировой войны и герой Первой мировой войны.

## Ранние годы
Крачли родился 2 ноября 1893 года в Лондоне. Являлся единственным сыном Перси Эдварда (1855—1940) и Фредерики Луизы (1864—1932), второй дочери Чарльза Фицроя, 3-го барона Саутгемптона. Его мать была фрейлиной королевы Виктории. Сам Крачли был крестником королевы Виктории (от которой он получил свои первые два имени). Служба в военно-морском флоте началась в 1906 году. Образование Крачли получил в Королевском военно-морском колледже в Осборне.

## Первая мировая война
В сентябре 1915 года Крачли был произведен в лейтенанты и назначен на линейный корабль Гранд-Флита «Центурион». «Центурион» участвовал в Ютландской битве. После битвы капитан Роджер Кейс принял командование «Центурионом» и приобрел весьма благоприятное впечатление о Крачли. Кейс выбрал Крачли для рейда на Зебрюгге 23 апреля 1918 года; тот был назначен в качестве первого лейтенанта к командиру Альфреду Годсалу, также из Центуриона, на устаревшем крейсере «Бриллиант».
«Бриллиант» и «Сириус» должны были быть потоплены как блокпосты в Остенде. Немцы передвинули навигационный буй, и поэтому корабли были выброшены на берег не в том месте под сильным огнем. Однако Крачли смог проявить себя и был награждён крестом «За выдающиеся заслуги».
9 мая Крачли вызвался добровольцем на второй рейд в Остенде и был направлен на крейсер «Vindictive», которым снова командовал Годсал. Когда Годсал погиб, а штурман выведен из строя, командование принял Крачли. Когда на причале был поврежден пропеллер, не позволивший судну полностью закрыть канал, Крачли приказал его затопить и лично наблюдал за эвакуацией под огнем.
Крачли перевели на поврежденный моторный катер ML 254. После смерти капитан-лейтенанта Джеффри Драммонда, командование принял Крачли. Он наблюдал за спасательными работами, стоя по пояс в воде, пока на помощь ему не пришел эсминец HMS Warwick с адмиралом Кейсом на борту.
Хотя второй рейд также не смог полностью закрыть канал Брюгге для движения подводных лодок, Крачли, Драммонд и Роланд Бурк были награждены крестами Виктории за эту операцию. В последние месяцы войны крачли служил на эсминце «HMS Sikh» в Дуврском патруле, Ла-Манше, которым командовал Кейс.

## Межвоенный период
В 1920 году Крачли начал четырёхлетнюю службу на борту тральщика HMS Petersfield на южно-американской и южно-атлантической станции. Затем он служил на королевской яхте «Alexandra» в 1921 году, учебном дредноуте «Thunderer» в 1922—1924 годах и королевской яхте «Victoria and Albert» в 1924 году.
В 1924 году направлен на Средиземноморский флот на четыре года, служил под командованием Роджера Кийза, главнокомандующего на Мальте. С 1924 по 1926 год Крачли служил на линейном корабле «Queen Elizabeth», а затем, с 1926 по 1928 годы — на лёгком крейсере «Ceres».
Крачли был произведен в командиры в 1928 году. В 1930 году он женился на Джоан Элизабет Лавдей из замка Пентилли, Корнуолл, сестре Главного маршала авиации Алека Коритона.
В августе 1930 года Крачли присоединился к HMS Diomede в новозеландском подразделении Королевского Военно-Морского Флота, где он служил до 1933 года. Исполняя обязанности старшего помощника, Крачли присутствовал на спасательной операции после землетрясения в заливе Хоук в 1931 году, а ближе к концу своего путешествия, когда капитан был хронически болен, принял командование «Diomede», пока его не повысили до капитана. Его отправили домой в 1933 году. Крачли был старшим офицером 1-й флотилии тральщиков (1-й MSF) в 1935—1936 годах на борту тральщика HMS Halcyon в Портленде, штат Дорсет. В ноябре 1935 года Крачли взял 1-й MSF, чтобы присоединиться к Средиземноморскому флоту в Александрии, и крейсировал в Фамагусту, Кипр, в течение 10 дней зимой. 16 апреля 1936 года Крачли был заменен капитаном У. П. К. Мэнвэрингом и назначен капитаном Отдела рыбоохраны и траления.
1 мая 1937 года Крачли принял командование крейсером «Warspite», который был полностью переоборудован за три года в Портсмуте. Из-за приемочных испытаний Warspite не присутствовал на коронационном смотре флота короля Георга VI. Дополнительные инженерные работы над рулевым механизмом (который все еще пострадал от повреждений, полученных в Ютландии) и другим оборудованием привели к сокращению выходных отпусков для экипажа, что привело к понижению морального духа. Комментарии об этом появились в британских газетах. Кульминацией этих событий стало анонимное письмо от члена экипажа. Это вызвало запрос Адмиралтейства. Расследование привело к отстранению трех офицеров Крачли, включая его старшего помощника. Крачли не согласился с выводами следствия и позаботился о том, чтобы конфиденциальный отчет о его старшем помощнике привел к повышению в звании до капитана.
Warspite в конце концов перешел на Средиземноморский флот, чтобы служить флагманом адмирала Дадли Паунда, главнокомандующего. Крачли служил флаг-капитаном сначала у Паунда, а затем у адмирала Эндрю Каннингема вплоть до начала новой войны.

## Вторая мировая война

### Северное море
После начала войны, 3 сентября 1939 года «Warspite» был приписан к флоту метрополии. Из-за отсутствия противолодочных мер предосторожности на военно-морских базах Северного моря прошло некоторое время, прежде чем она достигла Скапа-Флоу, главной якорной стоянки флота. До начала норвежской кампании 9 апреля 1940 года действия были сильно ограничены угрозой подводных лодок. Значительное военно-морское присутствие Германии в Северном море привело к появлению флота метрополии у берегов Норвегии. Первое безрезультатное сражение за Нарвик произошло 10 апреля.
13 апреля Крачли командовал «Warspite» во второй битве при Нарвике. Она сопровождала девять эсминцев в Уфут-фьорд, где восемь немецких эсминцев были потоплены . Катапульта Warspite потопила даже подводную лодку.
После этого действия Крачли был назначен командором Королевских Военно-морских казарм в Девонпорте, наблюдая за подготовкой экипажей для назначения на корабли. Там его встретил отряд матросов, служивших на военном корабле в Нарвике.

### Юго-Западная часть Тихого Океана
После начала военных действий с Японией Крачли был произведен в контр-адмиралы и направлен в Королевский австралийский военно-морской флот для службы в юго-западной части Тихого океана. 13 июня 1942 года Крачли сменил контр-адмирала Джона Крейса на посту командующего 44-й австралийской эскадрой, базировавшейся в Брисбене.

### Битва за остров Саво
Во время высадки на Гуадалканал 7 августа 1942 года Крачли служил командиром оперативной группы CTG 62.2, группы прикрытия, со своим флагом в HMAS Australia. В состав TG 62.2 входили три австралийских и пять американских крейсеров, пятнадцать эсминцев и несколько тральщиков. Он служил под командованием адмирала Ричмонда К. Тернера, командующего десантными силами.
8 августа вице-адмирал Фрэнк Джек Флетчер вывел авианосцы, которые обеспечивали прикрытие с воздуха. Тернер решил, что десантные силы тоже должны выехать на следующий день. Он вызвал Крачли и Вандегрифта (командующего войсками на Гуадалканале) на вечернее совещание на своем флагмане. Крачли вывел HMAS Australia на якорную стоянку амфибии, оставив пять крейсеров и шесть эсминцев на страже к западу.
В ту же ночь мощный японский крейсерский отряд атаковал город. Они застали врасплох оперативную группу 62.2 и потопили четыре крейсера союзников, в том числе «HMAS Canberra». После этой катастрофы Крачли подвергся жесткой критике за то, что покинул свое командование, и за неэффективное развертывание, которое позволило японцам приблизиться, не будучи замеченными радаром.
Тем не менее Крачли сохранил доверие начальства. Он оставался продолжал командовать TF 44 (переименованным в TF 74 в 1943 году) на протяжении еще 23 месяцев. Его командование австралийской эскадрой закончилось 13 июня 1944 года.
В сентябре 1944 года Крачли получил американский орден Почетного легиона в звании главного командира.

## Последующие годы
Последней ступенью карьеры Крачли был Flag Officer Gibraltar после войны (14 января 1945 — январь 1947). Он вышел в отставку в 1947 году. В 1949 году был произведен в адмиралы.
В 1955 году он был назначен верховным шерифом Дорсета, а в 1957 году — заместителем лейтенанта по Дорсету. Он был одним из последних выживших адмиралов Второй мировой войны, когда он умер в 1986 году в возрасте 92 лет.

## Награды
- Крест Виктории;
- Орден Бани;
- Орден Возрождения Польши;
- Крест «За выдающиеся заслуги»;
- Орден «Легион Почёта».